# První planeta smrti
První planeta smrti (anglicky Deathworld) je vědeckofantastický román amerického spisovatele Harryho Harrisona vydaný nakladatelstvím Bantam Books v září roku 1960. Předtím vycházel od ledna téhož roku v seriálové podobě v americkém časopise Astounding Science Fiction. Na popud Johna W. Campbella, přítele a mentora H. Harrisona, vyšel seriál knižně jako první díl série Planety smrti, původně trilogie později doplněné o další díla.
První české vydání knihy realizovalo brněnské nakladatelství AF 167 v roce 1991 (ISBN 80-85384-03-5) s doslovem Jindřicha Smékala.

## Námět
Na planetě Pyrrus vládnou nehostinné podmínky, žijí zde obří nepřátelská stvoření a další tvorové, s nimiž musejí lidé bojovat. Sem přilétá Jason dinAlt, dobrodruh a hazardní hráč, který se setká kromě nepřátelské fauny a flóry i s místními osadníky. Zvědavost mu nedá pokoje a tak se angažuje, aby odhalil tajemství této drsné a záhadné planety.

## Postavy
- Brucco – hlavní zbrojař městských Pyrranů a vedoucí aklimatizačního střediska
- sir Ellus – zprostředkovatel obchodu se zbraněmi na Cassylii
- Grif – osmiletý zraněný chlapec z pyrranského města, dočasně průvodce a osobní strážce Jasona dinAlta
- Hananas – venkovský Pyrran, expert na zemětřesení
- Jason dinAlt – hlavní hrdina, vesmírný dobrodruh a hazardní hráč, pochází z planety Porgorstorsaand, má telepatické a telekinetické schopnosti
- Kerk Pyrrus – vůdce městských Pyrranů, zároveň velvyslanec planety Pyrrus na Cassylii a dalších nejméně 6 planetách
- Krannon – Pyrran z města odsouzený k práci řidiče obrněného nákladního vozu, který se využívá k obchodu s "hraboši" (venkovskými Pyrrany)
- Meta – pilotka pyrranské kosmické lodi a operátorka štítu, oblíbenkyně Jasona dinAlta, v době jeho prvního příletu na Pyrrus je jí 19 let
- Naxa – venkovský Pyrran, má funkci hovorného, je z nich nejlepší, využívá své telepatické schopnosti k ovládání místních živočišných forem života
- Poli – starý zmrzačený pyrranský knihovník z města
- Rhes – vůdce venkovských Pyrranů
- Skop – Jasonův průvodce a stráž z města, když ten zahájil pátraní na Pyrru
- Wain – viceprezident banky na Cassylii
- Welf – Kerkův syn, obětoval v boji svůj život za záchranu dinAlta

## Planety
- Cassylia
- Darkhan
- Porgorstorsaand
- Pyrrus
- Setani
- Stoverova planeta

## Děj
Jasona dinAlta, hazardního hráče, který dokáže využívat své psionické schopnosti ve hře ve svůj prospěch, kontaktuje na planetě Cassylia Kerk Pyrrus, velvyslanec planety Pyrrus s nabídkou na zajímavý výdělek. Musí však vyhrát závrtnou sumu v místním státním kasinu. To se mu podaří a společně s Kerkem prchá před vládními agenty, kteří nechtějí dopustit únik velké finanční sumy z Cassylie. Jason obdivuje Kerka a rozhodne se odletět s ním na Pyrrus i přes varování, že jde o nejnebezpečnější kolonizovanou planetu ve vesmíru.
V této oblasti vesmíru se vyskytuje několik supernov, díky čemuž jsou zdejší planety bohaté na radioaktivní rudy a Pyrrus je z nich jediná obyvatelná. Podmínky k životu jsou však tvrdé, Pyrrus má gravitační přitažlivost 2 g, sklon osy 42°, což vytváří nepříznivé a velmi proměnlivé počasí, jsou zde častá zemětřesení, vysoká sopečná aktivita a radiace. Dva měsíce Pyrru vytvářejí v oceánu vlny vysoké až 30 metrů. 

Všechno na planetě je smrtící. Velcí živočichové dokážou zničit vozidlo, ti menší mají zase disponují neurotoxickým jedem. I rostliny a mikroorganismy jsou nebezpečné. Pyrrané jsou nuceni soustředit veškeré síly na boj s nehostinným prostředím a přežití. Přesto tento boj pomalu prohrávají a postupně vymírají. Peníze, které Jason vyhrál, se použily na nákup potřebných zbraní.
DinAlt se pod vedením Brucca připravuje v místním aklimatizačním středisku a přemýšlí, jak zachránit Pyrrany před zánikem. Několik dochovaných historických záznamů dokazuje, že počet osadníků se od počáteční kolonizace planety zmenšil a nyní jsou soustředěni pouze v jediném opevněném městě. Jason zjistí, že v minulosti byla fauna a flóra vůči lidem mnohem méně nepřátelská. Také se dozví o "hraboších", osadnících žijících ve volné přírodě, kterými Pyrrané z města hluboce opovrhují, ale udržují s nimi výměnný obchod – za jídlo jim dodávají drobné průmyslové zboží. Po nějaké době se s nimi setká. Venkovští osadníci, respektive ti z nich, kterým se říká hovorní, dokážou pomocí telepatie ovládat zvířata a Jason si získá jejich důvěru díky svým mentálním schopnostem. Tito lidé nenávidí městské Pyrrany, protože jim nedovolí kontakt s ostatními planetami, odmítají jim dodávat technologie a pokročilá léčiva.
Během pobytu u venkovských osadníků vedených Rhesem Jason zjistí, že nikde není prostředí tak smrtící jako v okolí města. Zkrátka biosféra planety Pyrrus záměrně útočí na město. Veškerý život na planetě má psionické schopnosti a je odněkud motivován k nepřátelství ke kolonistům. Venkované chtějí od Jasona pomoci proti městským Pyrranům. Chtějí po něm, aby se vrátil do města a za nemalou odměnu přiletěl zpět s kosmickou lodí. Ten ale ví, že by pak rozpoutali válku proti městu. Má vlastní plán a sdílí ho s Kerkem spolu se zjištěním o útocích. Sestrojí sledovací zařízení na kosmické lodi, které vystopuje na vzdáleném ostrově v jeskyni neznámou inteligenci poštvávající místní biosféru proti Pyrranům. Jason chce navázat kontakt, ale Kerk vydá příkaz k jejímu zničení jaderným výbuchem. Útoky na město se však ještě zvýší a Kerk obviní Jasona ze ztrát jeho lidí. Jason prchne před jeho hněvem v únikovém modulu a je zachráněn Rhesovým klanem.
Jason si uvědomuje povahu konfliktu, ale potřebuje s ní seznámit venkovany i měšťáky ve stejnou chvíli. S Rhesovou skupinou naplánuje s využitím hovorných útok na město a zajmutí kosmické lodi. Plán vyjde, Rhesovi lidi se dostanou do kosmické lodi, kde drží jako rukojmí Kerka, Metu, Brucca a Skopa. Nyní je ta pravá chvíle odhalit záhadu planety Pyrrus. Veškerý zdejší život soutěží o přežití individuálně, ale na velké katastrofy reaguje společně. Venkované se přirozeně začlenili do ekosystému planety a zabíjeli pouze pro jídlo či v sebeobraně, zatímco kolonisté z města na zabíjení postavili svou existenci a představovali tak nebezpečí pro místní biosféru.

Jason nabídne řešení na spolupráci mezi oběma znesvářenými populacemi. Předsudky mezi oběma kulturami jsou několik generací staré, tudíž se komunity nemohou jednoduše sloučit. Nejodvážnější Pyrrané z města se vydají žít mezi venkovany, těm bude umožněn přístup k technologiím a medicíně jiných světů. Obchod bude férově pokračovat, vzdělávací systém se změní atd. Těm Pyrranům, kteří budou chtít, Jason nabízí možnost odletět s ním hledat planety vhodné ke kolonizaci, kde by uplatnili své mimořádné schopnosti přežití. 

Nastíněnou budoucnost akceptují oba vůdci pyrranských komunit, Kerk i Rhes a dokážou si na to podat ruku.

## Česká vydání
- První planeta smrti, AF 167, Brno, 1991, 1. vydání, překlad Lucie Awadová, brožovaná vazba, náklad 20 000, 208 stran, ISBN 80-85384-03-5
- První planeta smrti, Fantom Print, Ostrava, 2001, 2. vydání, překlad Lucie Awadová, brožovaná vazba, 204 stran, ISBN 80-86354-15-6
- První planeta smrti, Laser-books, Plzeň, 2012, 3. vydání, edice Mistrovská díla SF č. 36, překlad Lucie Awadová, brožovaná vazba, 216 stran, ISBN 978-80-7193-347-2